# Club Atlético Acassuso
El Club Atlético Acassuso és un club de futbol argentí de la ciutat de Boulogne Sur Mer.

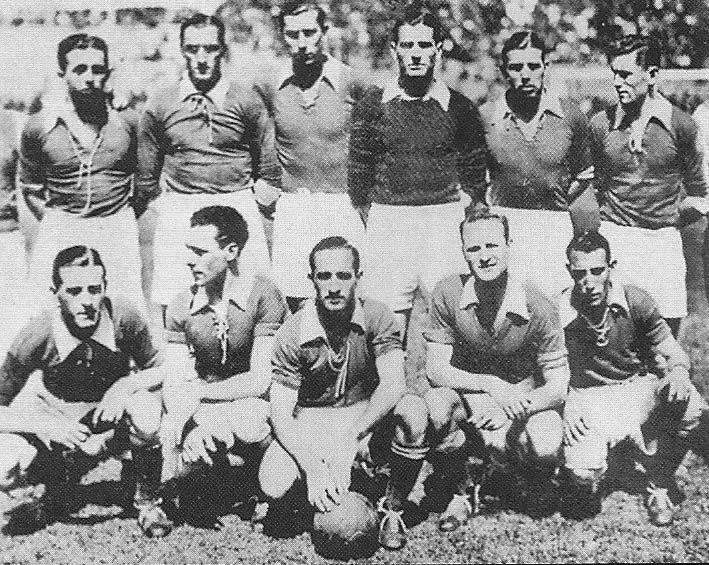
Acassuso el 1937 campió de Primera Amateur.

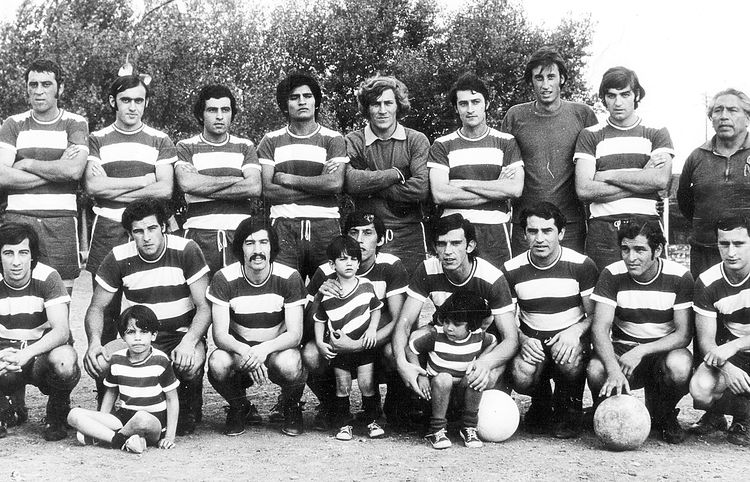
Acassuso el 1971 campió de Primera D.

El club va ser fundat amb el nom Villa Acassuso Football Club el 7 de setembre de 1922. El 1923 construí el seu primer estadi a l'avinguda Márquez amb Haedo a San Isidro. Dos anys més tard adoptà el nom Club Atlético Acassuso.

## Palmarès
- División Intermedia (1): 1928
- Primera C (4): 1923 AAm, 1928, 1937, 2006-07
- Primera D (2): 1971, 2000-01